# Stercorarius pomarinus

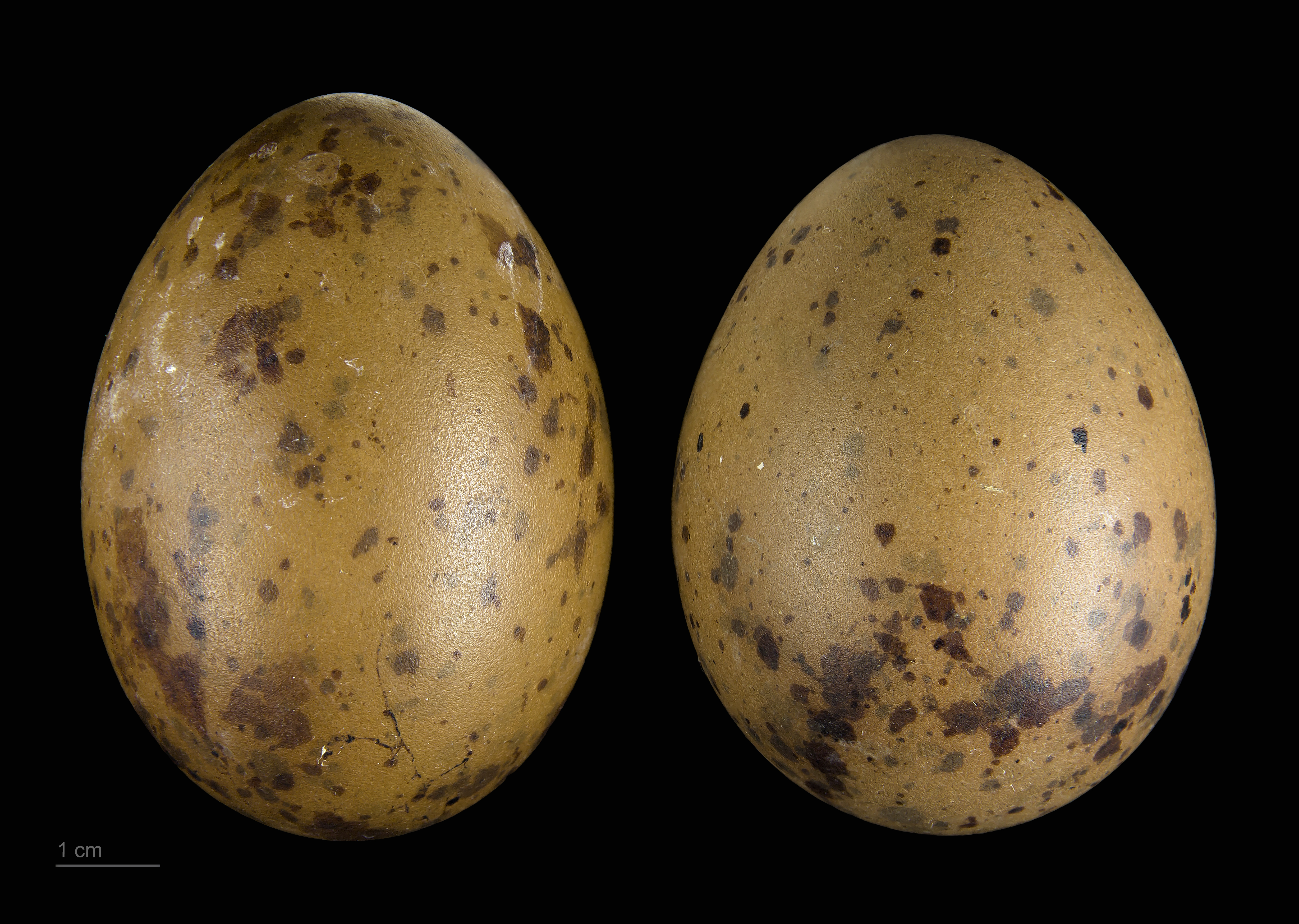
Uova di stercorario mezzano

Lo stercorario mezzano (Stercorarius pomarinus, Temminck 1815), è un uccello della famiglia degli Stercorariidae.

## Sistematica
Stercorarius pomarinus non ha sottospecie, è monotipico.

## Distribuzione e habitat
Questo uccello vive in tutto il mondo, ad eccezione delle zone più interne dei continenti e dell'Antartide.